# Hemiberlesia insularis
Hemiberlesia insularis är en insektsart som först beskrevs av Alfred Serge Balachowsky 1937.  Hemiberlesia insularis ingår i släktet Hemiberlesia och familjen pansarsköldlöss. Inga underarter finns listade i Catalogue of Life.